# Nick Cassavetes

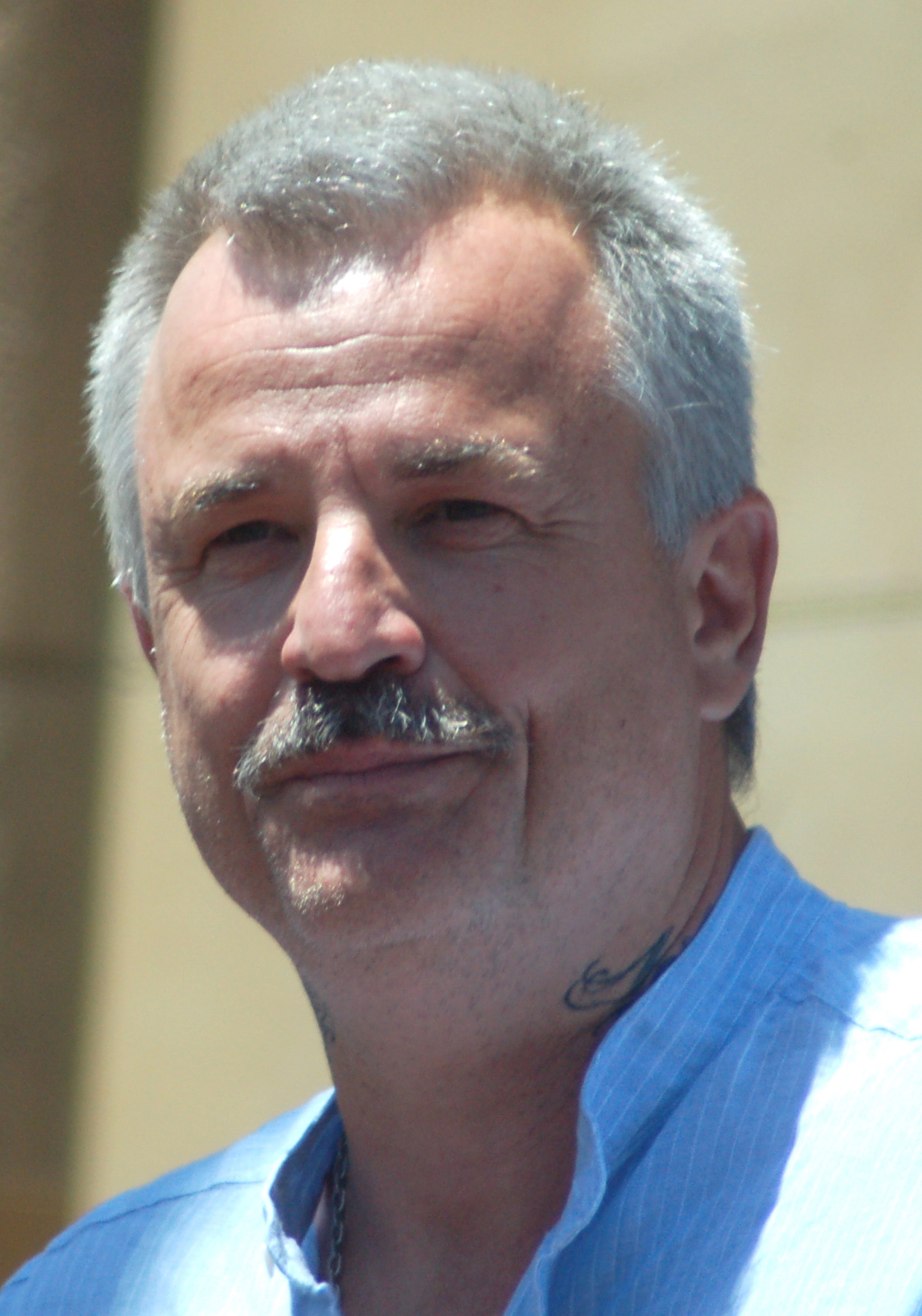
Nick Cassavetes, 2009

Nick Cassavetes (* 21. Mai 1959 in New York als Nicholas David Rowland Cassavetes) ist ein US-amerikanischer Schauspieler, Regisseur und Drehbuchautor.

## Leben
Der Sohn des Regisseurs, Drehbuchautors und Schauspielers John Cassavetes und der Schauspielerin Gena Rowlands hat zwei jüngere Schwestern, Xan und Zoe, die ebenfalls als Schauspielerinnen und Regisseurinnen arbeiten. Seine Großmutter Katherine Cassavetes war ebenfalls als Schauspielerin aktiv, meist in den Filmen ihres Sohnes. Er begann seine Laufbahn als Schauspieler Anfang der 1980er Jahre. Erstmals auf sich aufmerksam machte Cassavetes 1985 in Peter Bogdanovichs Die Maske. Cassavetes war vorwiegend in kleineren Nebenrollen zu sehen. Seinen letzten Filmauftritt, bei dem er auch offiziell im Abspann genannt wurde, hatte er 1999 in The Astronaut’s Wife – Das Böse hat ein neues Gesicht. Danach beschränkte er sich als Darsteller auf Kleinstauftritte.
Ab 1996 wandte sich Cassavetes stattdessen der Arbeit hinter der Kamera zu. Für sein Regiedebüt Ein Licht in meinem Herzen schrieb er auch das Drehbuch. In diesem Film setzte er seiner Mutter ein Denkmal, die er in der Hauptrolle besetzte. Ein Jahr später verfilmte Cassavetes mit Alles aus Liebe ein Drehbuch seines Vaters, wofür er für eine Goldene Palme nominiert wurde. Nachdem er 2001 das Drehbuch für Ted Demmes Film Blow geschrieben hatte, führte Cassavetes Regie bei John Q. – für den er sehr unterschiedliche Kritiken erhielt – und bei Wie ein einziger Tag, dessen Beurteilungen besser waren. 2008 war er zunächst als Regisseur für die Verfilmung von Iron Man  vorgesehen, die dann jedoch Jon Favreau übernahm.
Cassavetes ist in zweiter Ehe mit der Schauspielerin Heather Wahlquist verheiratet. Aus seiner ersten Ehe stammen zwei Kinder.

## Filmografie
Darsteller
- 1985: Die Maske (Mask)
- 1986: Black Moon (Black Moon Rising)
- 1986: Interceptor (The Wraith)
- 1989: Blinde Wut (Blind Fury)
- 1991: Delta Force 3 – The Killing Game
- 1993: Die dunkle Macht der Leidenschaft (Body of Influence)
- 1994: Mrs. Parker und ihr lasterhafter Kreis (Mrs. Parker and the Vicious Circle)
- 1997: Im Körper des Feindes (Face/Off)
- 1999: Lebenslänglich (Life)
- 1999: The Astronaut’s Wife – Das Böse hat ein neues Gesicht (The Astronaut’s Wife)
- 2000: The Independent
- 2010: Entourage
- 2011: Hangover 2 (The Hangover: Part II)
- 2021: Prisoners of the Ghostland
- 2021: Queenpins

Regie
- 1996: Ein Licht in meinem Herzen (Unhook the Stars, auch Drehbuch)
- 1997: Alles aus Liebe (She’s So Lovely)
- 2002: John Q. – Verzweifelte Wut (John Q)
- 2004: Wie ein einziger Tag (The Notebook)
- 2006: Alpha Dog – Tödliche Freundschaften (Alpha Dog, auch Drehbuch)
- 2009: Beim Leben meiner Schwester (My Sister’s Keeper)
- 2012: Yellow
- 2014: Die Schadenfreundinnen (The Other Woman)
- 2023: God Is a Bullet
- 2025: Marked Men: Rule + Shaw

Drehbuch
- 2001: Blow
- 2007: Justin Timberlake – What Goes Around (Musikvideo)
- 2012: Yellow
- 2023: God Is a Bullet